# Eupterote consimilis
Eupterote consimilis är en fjärilsart som beskrevs av Moore 1884. Eupterote consimilis ingår i släktet Eupterote och familjen Eupterotidae. Inga underarter finns listade i Catalogue of Life.